# گغارد موساسی
گغارد موساسی موُسسیان (ارمنی: Գեղարդ Մուսասի Մովսեսյան) یا گهگارد موساسی (زادهٔ ۱ اوت ۱۹۸۵) یک مبارز هلندی هنرهای رزمی ترکیبی و کیک‌بوکسر پیشین است. موساسی اخیراً در بلاتور ام‌ام‌ای مبارزه می‌کرد، جایی که دوبار عنوان قهرمان میان‌وزن بلاتور را در اختیار گرفته است. او همچنین پیش‌تر قهرمان نیمه‌سنگین دریم، قهرمان میان‌وزن دریم، قهرمان جهانی میان‌وزن کیج واریورز و قهرمان نیمه‌سنگین‌وزن استرایکفورس بوده است و درمجموع شش مرتبه قهرمان جهان در MMA به‌شمار می‌رود. هنگام ترک سازمان یواف‌سی در ژوئیه ۲۰۱۷، او رتبهٔ چهارم رده‌بندی رسمی میان‌وزن UFC را در اختیار داشت.

## پیشینه
موساسی در جریان جنگ ایران و عراق در تهران از والدینی ارمنی‌تبار زاده شد. نام خانوادگی او در ایران سال‌ها پیش از تولدش از «مووسیسیان» به «موساسی» تغییر یافته بود. خانوادهٔ او پس از یک سال زندگی در اردوگاه‌های پناهندگان، در چهار سالگی موساسی، به لیدن در هلند نقل مکان کردند و در آنجا دبستان را تمام کرد و سپس به هنرهای رزمی علاقه‌مند شد. موساسی از هشت‌سالگی جودو را آغاز کرد، در ۱۵ سالگی به بوکس روی آورد و یک سال بعد قهرمان آماتور بوکس هلند شد و رکورد ۱۲–۱ با ۹ ناک‌اوت را به دست آورد. او سپس به کیک‌بوکسینگ و در ادامه به هنرهای رزمی ترکیبی روی آورد.

## حرفه در هنرهای رزمی ترکیبی

### گرند پری ولتروِیت پراید اف‌سی
در سال ۲۰۰۶، موساسی قراردادی با پراید فایتینگ چمپیونشیپس امضا کرد تا در رقابت‌های ولترویت گرند پری پراید شرکت کند. در دور نخست، موساسی در پراید بوشیدو ۱۱ با ماکوتو تاکیموتو روبه‌رو شد و حریف ژاپنی را در راند اول با TKO (به دلیل شکستگی حفره چشم) شکست داد. در مرحله یک‌چهارم نهایی، موساسی مقابل آکیهیرو گونو قرار گرفت اما در راند دوم با سابمیشن (آرمبار) مغلوب شد. پس از آن، موساسی برای رقابت جایگزین گرند پری به مصاف Héctor Lombard رفت و با رأی متحد داوران حریف کوبایی‌تبار را شکست داد.

### گرند پری میان‌وزن دریم
در دور نخست گرند پری میان‌وزن ۲۰۰۸ در Dream 2، موساسی Denis Kang را با سابمیشن (مثلث) مغلوب کرد. در دور دوم در Dream 4، موساسی با رأی متحد داوران بر Yoon Dong-sik پیروز شد و به مرحله نهایی راه یافت که در Dream 6 برگزار شد. او در نیمه‌نهایی بر Melvin Manhoef پیروز شد و در فینال با Ronaldo Souza روبه‌رو شد. موساسی با ضربه آپ‌کیک هنگام خاک، موفق به ناک‌اوت کردن سوزا شد و نخستین قهرمان میان‌وزن DREAM و برنده گرند پری ۲۰۰۸ شد. سوزا بعدها عنوان قهرمانی میان‌وزن DREAM و قهرمانی استرایک‌فورس را نیز به دست آورد.

### مسابقات قهرمانی ADCC
در تاریخ ۲۱ نوامبر ۲۰۰۸، مارکو لیستن، رییس ADCC اروپا، اعلام کرد که موساسی برای رقابت‌های ۲۰۰۹ این سازمان جذب شده است. گمان می‌رفت موساسی در رده منفی ۸۸ کیلوگرم مبارزه کند اما به دلایلی نامعلوم در آن دوره شرکت نکرد.

### ام‌وان گلوبال
موساسی در ۲۸ اوت ۲۰۰۹ در رویداد «M-1 Global: Breakthrough» در مبارزه نمایشی با Fedor Emelianenko، دوست و هم‌تیمی خود، ظاهر شد. آن‌ها در فضایی رقابتی ولی دوستانه تمرین جودو داشتند و در نهایت موساسی با آرمبار صاف تسلیم شد.
در فوریه ۲۰۱۰، موساسی از مدیریت M-1 Global جدا شد و اعلام کرد که به نظرش این جدایی در جهت منافعش است.

### گرند پری سوپر هالک دریم
موساسی پس از قهرمانی در مسابقات میان‌وزن DREAM اعلام کرد که وزنش بیش از آن است که به میان‌وزن بازگردد و مبارزات بعدی‌اش در دسته نیمه‌سنگین و حتی سنگین ادامه می‌یابد.
سپس او برای حضور در تورنمنت آزاد Dream موسوم به سوپرهالک گرند پری ثبت‌نام کرد و با Mark Hunt در دور اول روبه‌رو شد. موساسی هانت را در Dream 9 در راند نخست با سابمیشن (آرمبار صاف) شکست داد.
قرار بود موساسی در Dream 11 با Rameau Thierry Sokoudjou مبارزه کند اما به‌دلیل مصدومیت کنار رفت.

### افلیکشن
موساسی قرار بود در تاریخ ۱ اوت ۲۰۰۹ در رویداد Affliction: Trilogy با Renato Sobral مبارزه کند اما به‌دلیل لغو شدن آن رویداد، این مسابقه برگزار نشد. ابتدا قرار بود موساسی با Vitor Belfort مبارزه کند اما بر سر وزن مسابقه توافق حاصل نشد.

### استرایکفورس و دریم
در ۲۷ ژوئیه ۲۰۰۹ اعلام شد مبارزه میان موساسی و سوبرال که در Affliction لغو شده بود، در ۱۵ اوت در رویداد Strikeforce: Carano vs. Cyborg برگزار می‌شود و کمربند قهرمانی نیمه‌سنگین‌وزن استرایک‌فورس به برنده تعلق می‌گیرد. موساسی با ناک‌اوت در دقیقه اول راند نخست، سوبرال را شکست داد و به قهرمانی رسید.
او در دومین مبارزه‌اش در استرایک‌فورس، در تاریخ ۷ نوامبر ۲۰۰۹ برابر Rameau Thierry Sokoudjou (که پیشتر در Dream 11 قرار بود با او روبه‌رو شود) با TKO (مشت‌ها) در راند دوم پیروز شد. این مبارزه غیرقهرمانی بود.
موساسی Gary Goodridge را در Dynamite!! 2009 زیر قوانین MMA در راند اول شکست داد.
در ۱۷ آوریل ۲۰۱۰، موساسی در نخستین دفاع از کمربند قهرمانی نیمه‌سنگین‌وزن استرایک‌فورس، آن را به Muhammed Lawal با رأی متحد داوران واگذار کرد.

### گرند پری نیمه‌سنگین‌وزن دریم
در دور نخست مسابقات گرند پری نیمه‌سنگین DREAM در Dream 15، موساسی با Jake O'Brien (که بالاتر از وزن تعیین‌شده آمده بود) رقابت کرد و حریف را در راند اول با گیوتین شکست داد. در فینال، موساسی Tatsuya Mizuno را در راند اول با ریر نیکد چوک مغلوب کرد و قهرمان نخستین گرند پری نیمه‌سنگین DREAM شد.

### پایان در استرایک‌فورس
قرار بود موساسی در ۹ آوریل ۲۰۱۱ در Strikeforce 33 با Mike Kyle مبارزه کند، ولی کایل مصدوم شد و Keith Jardine جایگزین او شد. این مبارزه به تساوی اکثریت ختم شد (به‌دلیل کسر یک امتیاز از موساسی در راند نخست). در غیر این صورت، موساسی با رأی متحد برنده می‌شد.
موساسی در ۱۷ دسامبر ۲۰۱۱ در Strikeforce: Melendez vs. Masvidal با Ovince Saint Preux روبه‌رو شد و با رأی متحد داوران پیروز گردید.
در ادامه، موساسی در ۱۲ ژانویه ۲۰۱۳ در Strikeforce: Marquardt vs. Saffiedine مقابل Mike Kyle قرار گرفت و در راند نخست با ریر نیکد چوک برنده شد.

### مسابقات یو‌اف‌سی
در ۱۵ ژانویه ۲۰۱۳ اعلام شد که موساسی، همراه ۱۹ مبارز دیگر استرایک‌فورس، به UFC پیوست.
قرار بود موساسی نخستین مبارزه‌اش را در ۶ آوریل ۲۰۱۳ برابر Alexander Gustafsson در UFC on Fuel TV 9 برگزار کند اما گوستافسون به‌دلیل بریدگی صورت کنار رفت و Ilir Latifi جایگزین او شد. موساسی در حالی که از ناحیه زانو مصدوم بود، با رأی متحد بر لاتیفی پیروز شد و پس از مبارزه تحت عمل جراحی قرار گرفت.

#### بازگشت به میان‌وزن
برای دومین نبرد در UFC، موساسی به وزن میان‌وزن بازگشت و در ۱۵ فوریهٔ ۲۰۱۴ در رویداد UFC Fight Night 36 در مبارزه اصلی مقابل Lyoto Machida قرار گرفت. او با رأی متحد داوران شکست خورد و هرچند این مبارزه جایزهٔ Fight of the Night را به دست آورد.
او سپس در ۳۱ مهٔ ۲۰۱۴ در رویداد UFC Fight Night 41 در مبارزه اصلی با Mark Muñoz روبه‌رو شد و در راند اول با سابمیشن (یر نیکد چوک) حریفش را مغلوب کرد و جایزهٔ Performance of the Night گرفت.
مسابقهٔ دوم موساسی و Ronaldo Souza برای رویداد UFC 176 برنامه‌ریزی شده بود اما با لغو شدن آن، این مبارزه به UFC Fight Night 50 منتقل شد. در ۵ سپتامبر ۲۰۱۴ سوزا در راند سوم با گیوتین موفق به شکست موساسی شد.
موساسی در ۲۴ ژانویهٔ ۲۰۱۵ در رویداد UFC on Fox: Gustafsson vs. Johnson با Dan Henderson مبارزه کرد و در راند اول با ناک‌اوت فنی برنده شد؛ این پیروزی دومین جایزهٔ Performance of the Night را برایش در پی داشت.
او در ۱۶ مهٔ ۲۰۱۵ در رویداد UFC Fight Night 66 برابر Costas Philippou قرار گرفت و با رأی متحد برنده شد.
در ۲۷ سپتامبر ۲۰۱۵ در رویداد UFC Fight Night 75، موساسی ابتدا قرار بود با Roan Carneiro روبه‌رو شود اما حریف مصدوم شد و Uriah Hall جایش را گرفت. موساسی با وجود برتری در راند نخست، در آغاز راند دوم با ضربه چرخشی و زانوی پرشی هل متوقف شد و مسابقه را واگذار کرد.
قرار بود موساسی در ۲۷ فوریهٔ ۲۰۱۶ در UFC Fight Night 84 با Michael Bisping روبه‌رو شود اما بیسینگ برای مبارزه با Anderson Silva کنار رفت و موساسی در همان رویداد با Thales Leites روبه‌رو شد و با رأی متحد داوران پیروز شد.
موساسی در ۹ ژوئیهٔ ۲۰۱۶ در UFC 200 جایگزین Derek Brunson (که مصدوم شده بود) شد و با Thiago Santos روبه‌رو گردید و در راند اول با ناک‌اوت پیروز شد تا سومین جایزهٔ Performance of the Night را بگیرد.
سرانجام در ۸ اکتبر ۲۰۱۶ در UFC 204، موساسی در برابر Vitor Belfort قرار گرفت و در راند دوم با TKO او را متوقف کرد.
موساسی سپس در ۱۹ نوامبر ۲۰۱۶ در رویداد UFC Fight Night 99، در یک مبارزه مجدد، Uriah Hall را با TKO در راند اول شکست داد.
در ۸ آوریل ۲۰۱۷ در UFC 210، موساسی مقابل Chris Weidman قرار گرفت. در راند دوم، داور به اشتباه تصور کرد ضربه زانو غیرقانونی بوده و مبارزه را متوقف کرد. در نهایت، پس از بازبینی اعلام شد زانو قانونی بوده و موساسی با TKO پیروز شد.

### بلاتور ام‌ام‌ای
در ۱۰ ژوئیه ۲۰۱۷، موساسی اعلام کرد با Bellator MMA قراردادی شش‌مبارزه‌ای امضا کرده و قصد دارد ابتدا قهرمانی میان‌وزن را کسب کند و سپس به قهرمانی نیمه‌سنگین هم دست یابد.
در جریان پخش رویداد Bellator 181، اعلام شد موساسی در نخستین مبارزه‌اش با Alexander Shlemenko در Bellator 185 در ۲۰ اکتبر ۲۰۱۷ روبه‌رو می‌شود. موساسی در دقیقه اول راند نخست از ناحیه کاسه چشم مصدوم شد اما در ادامه، اکثراً با زیرگیری‌های متعدد و تلاش برای سابمیشن بر شلمِنکو تسلط داشت و با رأی متحد پیروز شد.

#### قهرمانی میان‌وزن بلاتور
موساسی در ۲۵ مه ۲۰۱۸ در Bellator 200 در لندن با Rafael Carvalho برای کسب عنوان میان‌وزن Bellator مبارزه کرد. او در راند اول با زیرگیری، کارواهو را خاک کرد و با ضربات پیاپی (ground and pound) با TKO پیروز و قهرمان جدید میان‌وزن شد. موساسی نخستین مبارزی شد که در هر دو سازمان استرایک‌فورس و Bellator MMA کمربند قهرمانی کسب کرده است.
موساسی در ۲۹ سپتامبر ۲۰۱۸ در Bellator 206 از عنوانش در برابر قهرمان ولترویت، روری مک‌دونالد دفاع کرد و در راند دوم با ناک‌اوت فنی پیروز شد.
در ۲۲ ژوئن ۲۰۱۹ در Bellator 223 کمربند خود را در برابر Rafael Lovato Jr. باخت و با رأی اکثریت، عنوان قهرمانی را واگذار کرد.
پس از آن، موساسی در ۲۸ سپتامبر ۲۰۱۹ در Bellator 228 در نبردی مجدد برابر Lyoto Machida قرار گرفت و این بار با رأی دو داور به یک، پیروز شد.

#### دورهٔ دوم قهرمانی
در فوریه ۲۰۲۰، Rafael Lovato Jr. به‌دلیل مشکل مغزی کمربند میان‌وزن خود را خالی کرد و Bellator اعلام کرد موساسی با Douglas Lima برای کمربند خالی میان‌وزن در رویداد Bellator 242 در مه ۲۰۲۰ مبارزه خواهد کرد. پس از تعویق رویداد به‌خاطر دنیاگیری کووید–۱۹، در نهایت این مسابقه در Bellator 250 برگزار شد و موساسی با رأی متحد داوران پیروز گردید و بار دیگر قهرمان میان‌وزن Bellator شد.
در ۱۳ اوت ۲۰۲۱ در Bellator 264، موساسی اولین دفاع از عنوان قهرمانی دومش را در برابر John Salter با موفقیت انجام داد و حریف را در راند سوم با ضربات مشت متوقف کرد.
سپس در ۲۵ فوریه ۲۰۲۲ در رویداد Bellator 275 در دوبلین، برای دومین بار از کمربند خود مقابل Austin Vanderford دفاع کرد و حریف را در راند اول با ناک‌اوت فنی شکست داد.
موساسی در ۲۴ ژوئن ۲۰۲۲ در Bellator 282، در سومین دفاع متوالی‌اش در برابر Johnny Eblen قرار گرفت و با رأی متحد داوران شکست خورد و کمربند را از دست داد.
در ۱۲ مه ۲۰۲۳ در Bellator 296 پاریس، موساسی در رقابت تعیین‌کننده مدعی عنوان قهرمانی به مصاف Fabian Edwards رفت و با رأی متحد داوران شکست خورد.

## کیک‌بوکسینگ

### کی-وان داینامیت!! ۲۰۰۸
شگفت‌انگیز بود که موساسی در Dynamite!! 2008 و در یک مبارزه K-1 با موساشی، کیک‌بوکسور باتجربه ژاپنی، روبه‌رو شد و در راند اول موفق شد با ناک‌اوت فنی پیروز شود. به این ترتیب، سال ۲۰۰۸ را بدون شکست در MMA (با ۶ برد) و K-1 (با ۱ برد) به پایان رساند.

### کی-وان داینامیت!! ۲۰۱۰
موساسی در رویداد سال ۲۰۱۰ (Dynamite!! 2010) نیز با Kyotaro، قهرمان سنگین‌وزن K-1، روبه‌رو شد و در راند دوم حریف را ناک‌داون کرد و نهایتاً با رأی متحد داوران به پیروزی رسید.

## المپیک تابستانی ۲۰۱۲
در ۳۱ ژانویه ۲۰۱۱ گفته شد موساسی قصد دارد در المپیک ۲۰۱۲ در رشته بوکس برای تیم ملی هلند رقابت کند. اما در ادامه، به‌دلیل مصدومیت زانو و امضای قرارداد جدید با استرایکفورس، از این تصمیم منصرف شد.

## زندگی شخصی
موساسی در ایران و ارمنستان خویشاوندانی دارد و مسیحی ارمنی عضو کلیسای حواری ارمنی است.
برادر بزرگ او، گویک، پیش از او رزمی‌کار ترکیبی بود و موساسی هم راه برادر را دنبال کرد. گویک اینک در هلند مربی شناخته‌شده MMA است. او همچنین امور مالی قراردادهای مبارزاتی گغگارد را مدیریت می‌کند.
موساسی پدرخواندهٔ فرزند ساتوشی ایشی است؛ نام پسر ساتوشی ایشی «Mousasi Ishi» است که از نام گغگارد گرفته شده.
لقب او، «شکارچی رویا»، را یکی از دوستانش پیشنهاد کرد؛ هرچند خودش به نام مستعاری که واقعاً توصیف‌کننده سبک مبارزه‌اش باشد، اعتقادی ندارد.
| « | دوستم این لقب را داد، پس تقصیر اوست! راستش من از لقب خوشم نمی‌آید. در ژاپن به من Kingo می‌گفتند، سپس «ولگرد جوان» یا «سرباز مزدور»، حالا هم «The Dreamcatcher». در اینترنت دیدم که بعضی‌ها خوششان نمی‌آید. من ترجیح می‌دهم بی‌لقب باشم، ولی ظاهراً سبکم نمی‌گذارد لقب خاصی رویش بگذارند. به استرایکفورس گفتم نمی‌خواهم لقبم را بنویسند اما آنها باز هم نوشتند. | » |

## افتخارات و عناوین

### بوکس
- فدراسیون بوکس هلند
  - قهرمان آماتور بوکس هلند (۲۰۰۱)

### هنرهای رزمی ترکیبی (MMA)
- بلاتور ام‌ام‌ای
  - قهرمانی جهانی وزن میانهٔ بلاتور (دو دوره؛ پیشین)
    - سه دفاع موفق از عنوان (در مجموع)
    - یک دفاع موفق در دورهٔ نخست
    - دو دفاع موفق در دورهٔ دوم
- قهرمانی مبارزات قفس جنگجویان
  - قهرمانی میان‌وزن کیج واریورز (یک دوره)
- دریم
  - قهرمانی میان‌وزن دریم (یک دوره؛ نخستین و تنها)
  - قهرمانی نیمه‌سنگین دریم (یک دوره؛ نخستین و تنها)
    - یک دفاع موفق از عنوان

  - نخستین مبارز که در دریم در دو دسته مختلف (میان‌وزن و نیمه‌سنگین‌وزن) قهرمانی کسب کرده است
- استرایکفورس
  - قهرمانی نیمه‌سنگین‌وزن استرایکفورس (یک دوره)
  - سریع‌ترین اتمام (استاپیج) در مبارزه قهرمانی استرایکفورس (۱:۰۰ مقابل رناتو سوبرال)
- یواف‌سی
  - مبارزه شب (یک بار) در برابر لیوتو ماچیدا[۷۴]
  - اجرای شب (Performance of the Night) (سه بار) در برابر مارک مونوز، دن هندرسون و تیاگو سانتوس[۷۵][۷۶][۷۷]
  - جوایز UFC.com
    - ۲۰۱۶: رتبه هشتم مبارز سال[۷۸]
- بلیچر رپورت
  - مبارز سال ۲۰۰۸
- Inside MMA
  - برنده جایزه Bazzie برای «بزرگ‌ترین پیشرفت ۲۰۰۸»
- World MMA Awards
  - مبارز اروپایی سال ۲۰۰۹[۷۹]
- MMADNA.nl
  - مبارز هلندی سال ۲۰۱۶[۸۰]
  - مبارز هلندی سال ۲۰۱۷[۸۱]

## رکورد در هنرهای رزمی ترکیبی
| بررسی رکورد مسابقات حرفه‌ای |        |        |
| 60 مسابقه                  | 49 برد | 9 باخت |
| ناک‌اوت                     | 28     | 1      |
| تسلیم                      | 12     | 3      |
| تصمیم داور                 | 9      | 5      |
| تساوی                      | 2      | 2      |

| نتیجه.    | رکورد  | حریف                     | روش                             | رویداد                                      | تاریخ           | راند | زمان | مکان                                     | یادداشت |
| --------- | ------ | ------------------------ | ------------------------------- | ------------------------------------------- | --------------- | ---- | ---- | ---------------------------------------- | --- |
| Loss      | 49–9–2 | Fabian Edwards           | Decision (unanimous)            | Bellator 296                                | ۱۲ مه ۲۰۲۳      | 5    | 5:00 | Paris, France                            | Bellator Middleweight title eliminator.                                                                                  |
| Loss      | 49–8–2 | Johnny Eblen             | Decision (unanimous)            | Bellator 282                                | ۲۴ ژوئن ۲۰۲۲    | 5    | 5:00 | Uncasville, Connecticut, United States   | Lost the Bellator Middleweight World Championship.                                                                       |
| Win       | 49–7–2 | Austin Vanderford        | TKO (punches)                   | Bellator 275                                | ۲۵ فوریه ۲۰۲۲   | 1    | 1:25 | Dublin, Ireland                          | Defended the Bellator Middleweight World Championship.                                                                   |
| Win       | 48–7–2 | John Salter              | TKO (punches)                   | Bellator 264                                | ۱۳ اوت ۲۰۲۱     | 3    | 2:07 | Uncasville, Connecticut, United States   | Defended the Bellator Middleweight World Championship.                                                                   |
| Win       | 47–7–2 | Douglas Lima             | Decision (unanimous)            | Bellator 250                                | ۲۹ اکتبر ۲۰۲۰   | 5    | 5:00 | Uncasville, Connecticut, United States   | Won the vacant Bellator Middleweight World Championship.                                                                 |
| Win       | 46–7–2 | Lyoto Machida            | Decision (split)                | Bellator 228                                | ۲۸ سپتامبر ۲۰۱۹ | 3    | 5:00 | Inglewood, California, United States     | |
| Loss      | 45–7–2 | Rafael Lovato Jr.        | Decision (majority)             | Bellator 223                                | ۲۲ ژوئن ۲۰۱۹    | 5    | 5:00 | London, England                          | Lost the Bellator Middleweight World Championship.                                                                       |
| Win       | 45–6–2 | Rory MacDonald           | TKO (elbows and punches)        | Bellator 206                                | ۲۹ سپتامبر ۲۰۱۸ | 2    | 3:23 | San Jose, California, United States      | Defended the Bellator Middleweight World Championship.                                                                   |
| Win       | 44–6–2 | Rafael Carvalho          | TKO (punches)                   | Bellator 200                                | ۲۵ مه ۲۰۱۸      | 1    | 3:35 | London, England                          | Won the Bellator Middleweight World Championship.                                                                        |
| Win       | 43–6–2 | Alexander Shlemenko      | Decision (unanimous)            | Bellator 185                                | ۲۰ اکتبر ۲۰۱۷   | 3    | 5:00 | Uncasville, Connecticut, United States   | |
| Win       | 42–6–2 | Chris Weidman            | TKO (knees)                     | UFC 210                                     | ۸ آوریل ۲۰۱۷    | 2    | 3:13 | Buffalo, New York, United States         | |
| Win       | 41–6–2 | Uriah Hall               | TKO (punches)                   | UFC Fight Night: Mousasi vs. Hall 2         | ۱۹ نوامبر ۲۰۱۶  | 1    | 4:37 | Belfast, Northern Ireland                | |
| Win       | 40–6–2 | Vitor Belfort            | TKO (punches)                   | UFC 204                                     | ۸ اکتبر ۲۰۱۶    | 2    | 2:43 | Manchester, England                      | |
| Win       | 39–6–2 | Thiago Santos            | KO (punches)                    | UFC 200                                     | ۹ ژوئیه ۲۰۱۶    | 1    | 4:32 | Las Vegas, Nevada, United States         | Performance of the Night.                                                                                                |
| Win       | 38–6–2 | Thales Leites            | Decision (unanimous)            | UFC Fight Night: Silva vs. Bisping          | ۲۷ فوریه ۲۰۱۶   | 3    | 5:00 | London, England                          | |
| Loss      | 37–6–2 | Uriah Hall               | TKO (flying knee and punches)   | UFC Fight Night: Barnett vs. Nelson         | ۲۷ سپتامبر ۲۰۱۵ | 2    | 0:25 | Saitama, Japan                           | |
| Win       | 37–5–2 | Costas Philippou         | Decision (unanimous)            | UFC Fight Night: Edgar vs. Faber            | ۱۶ مه ۲۰۱۵      | 3    | 5:00 | Pasay, Philippines                       | |
| Win       | 36–5–2 | Dan Henderson            | TKO (punches)                   | UFC on Fox: Gustafsson vs. Johnson          | ۲۴ ژانویه ۲۰۱۵  | 1    | 1:10 | Stockholm, Sweden                        | Performance of the Night.                                                                                                |
| Loss      | 35–5–2 | Ronaldo Souza            | Submission (guillotine choke)   | UFC Fight Night: Jacaré vs. Mousasi         | ۵ سپتامبر ۲۰۱۴  | 3    | 4:30 | Mashantucket, Connecticut, United States | |
| Win       | 35–4–2 | Mark Muñoz               | Submission (rear-naked choke)   | UFC Fight Night: Muñoz vs. Mousasi          | ۳۱ مه ۲۰۱۴      | 1    | 3:57 | Berlin, Germany                          | Performance of the Night.                                                                                                |
| Loss      | 34–4–2 | Lyoto Machida            | Decision (unanimous)            | UFC Fight Night: Machida vs. Mousasi        | ۱۵ فوریه ۲۰۱۴   | 5    | 5:00 | Jaraguá do Sul, Brazil                   | Fight of the Night. |
| Win       | 34–3–2 | Ilir Latifi              | Decision (unanimous)            | UFC on Fuel TV: Mousasi vs. Latifi          | ۶ آوریل ۲۰۱۳    | 3    | 5:00 | Stockholm, Sweden                        | |
| Win       | 33–3–2 | Mike Kyle                | Submission (rear-naked choke)   | Strikeforce: Marquardt vs. Saffiedine       | ۱۲ ژانویه ۲۰۱۳  | 1    | 4:09 | Oklahoma City, Oklahoma, United States   | |
| Win       | 32–3–2 | Ovince Saint Preux       | Decision (unanimous)            | Strikeforce: Melendez vs. Masvidal          | ۱۷ دسامبر ۲۰۱۱  | 3    | 5:00 | San Diego, California, United States     | |
| Win       | 31–3–2 | Hiroshi Izumi            | TKO (punches)                   | Dream: Japan GP Final                       | ۱۶ ژوئیه ۲۰۱۱   | 1    | 3:29 | Tokyo, Japan                             | Defended the Dream Light Heavyweight Championship.                                                                       |
| مساویDraw | 30–3–2 | Keith Jardine            | Draw (majority)                 | Strikeforce: Diaz vs. Daley                 | ۹ آوریل ۲۰۱۱    | 3    | 5:00 | San Diego, California, United States     | Mousasi was deducted one point in round 1 due to an illegal upkick.                                                      |
| Win       | 30–3–1 | Tatsuya Mizuno           | Submission (rear-naked choke)   | Dream 16                                    | ۲۵ سپتامبر ۲۰۱۰ | 1    | 6:10 | Nagoya, Japan                            | Won the 2010 Dream Light Heavyweight Grand Prix and the inaugural Dream Light Heavyweight Championship.                  |
| Win       | 29–3–1 | Jake O'Brien             | Submission (guillotine choke)   | Dream 15                                    | ۱۰ ژوئیه ۲۰۱۰   | 1    | 0:31 | Saitama, Japan                           | 2010 Dream Light Heavyweight Grand Prix Semifinal; O'Brien missed weight (211 lb).                                       |
| Loss      | 28–3–1 | Muhammed Lawal           | Decision (unanimous)            | Strikeforce: Nashville                      | ۱۷ آوریل ۲۰۱۰   | 5    | 5:00 | Nashville, Tennessee, United States      | Lost the Strikeforce Light Heavyweight Championship. Mousasi was deducted one point in round 5 due to an illegal upkick. |
| Win       | 28–2–1 | Gary Goodridge           | TKO (punches)                   | Dynamite!! 2009                             | ۳۱ دسامبر ۲۰۰۹  | 1    | 1:34 | Saitama, Japan                           | Heavyweight bout. |
| Win       | 27–2–1 | Rameau Thierry Sokoudjou | TKO (punches)                   | Strikeforce: Fedor vs. Rogers               | ۷ نوامبر ۲۰۰۹   | 2    | 3:43 | Hoffman Estates, Illinois, United States | Non-title bout. |
| Win       | 26–2–1 | Renato Sobral            | KO (punches)                    | Strikeforce: Carano vs. Cyborg              | ۱۵ اوت ۲۰۰۹     | 1    | 1:00 | San Jose, California, United States      | Return to Light Heavyweight. Won the Strikeforce Light Heavyweight Championship.                                         |
| Win       | 25–2–1 | Mark Hunt                | Submission (straight armbar)    | Dream 9                                     | ۲۶ مه ۲۰۰۹      | 1    | 1:19 | Yokohama, Japan                          | 2009 Dream Super Hulk Grand Prix Quarterfinal.                                                                           |
| Win       | 24–2–1 | Ronaldo Souza            | KO (upkick)                     | Dream 6                                     | ۲۳ سپتامبر ۲۰۰۸ | 1    | 2:15 | Saitama, Japan                           | Won the 2008 Dream Middleweight Grand Prix and the inaugural Dream Middleweight Championship.                            |
| Win       | 23–2–1 | Melvin Manhoef           | Submission (triangle choke)     | Dream 6                                     | ۲۳ سپتامبر ۲۰۰۸ | 1    | 1:28 | Saitama, Japan                           | 2008 Dream Middleweight Grand Prix Semifinal.                                                                            |
| Win       | 22–2–1 | Yoon Dong-sik            | Decision (unanimous)            | Dream 4                                     | ۱۵ ژوئن ۲۰۰۸    | 2    | 5:00 | Yokohama, Japan                          | 2008 Dream Middleweight Grand Prix Quarterfinal.                                                                         |
| Win       | 21–2–1 | Denis Kang               | Submission (triangle choke)     | Dream 2                                     | ۲۹ آوریل ۲۰۰۸   | 1    | 3:10 | Saitama, Japan                           | 2008 Dream Middleweight Grand Prix Opening round.                                                                        |
| Win       | 20–2–1 | Steve Mensing            | TKO (punches)                   | M-1 Challenge 1                             | ۲ مارس ۲۰۰۸     | 1    | 2:44 | Landsmeer, Netherlands                   | |
| Win       | 19–2–1 | Evangelista Santos       | TKO (punches)                   | Hardcore CF: Destiny                        | ۱ فوریه ۲۰۰۸    | 1    | 3:42 | Calgary, Alberta, Canada                 | Catchweight (194 lb) bout.                                                                                               |
| Win       | 18–2–1 | Damir Mirenic            | TKO (punches)                   | Hardcore CF: Title Wave                     | ۱۹ اکتبر ۲۰۰۷   | 1    | 4:46 | Calgary, Alberta, Canada                 | |
| Win       | 17–2–1 | Kyacey Uscola            | TKO (punches)                   | BodogFight: Vancouver                       | ۲۵ اوت ۲۰۰۷     | 1    | 4:56 | Vancouver, British Columbia, Canada      | |
| Win       | 16–2–1 | Alexander Kokoev         | Submission (arm-triangle choke) | M-1: Battle on the Neva 1                   | ۲۱ ژوئیه ۲۰۰۷   | 3    | 5:00 | Saint Petersburg, Russia                 | |
| Win       | 15–2–1 | Gregory Bouchelaghem     | TKO (submission to punches)     | Cage Warriors 26                            | ۹ دسامبر ۲۰۰۶   | 1    | 2:20 | Nottingham, England                      | Won the vacant Cage Warriors Middleweight Championship.                                                                  |
| Win       | 14–2–1 | Héctor Lombard           | Decision (unanimous)            | Pride Bushido 13                            | ۵ نوامبر ۲۰۰۶   | 2    | 5:00 | Yokohama, Japan                          | 2006 Pride Welterweight Grand Prix Alternate bout.                                                                       |
| Loss      | 13–2–1 | Akihiro Gono             | Submission (armbar)             | Pride Bushido 12                            | ۲۶ اوت ۲۰۰۶     | 2    | 4:24 | Nagoya, Japan                            | 2006 Pride Welterweight Grand Prix Quarterfinal.                                                                         |
| Win       | 13–1–1 | Makoto Takimoto          | TKO (broken eye socket)         | Pride Bushido Survival 2006                 | ۴ ژوئن ۲۰۰۶     | 1    | 5:34 | Saitama, Japan                           | 2006 Pride Welterweight Grand Prix Opening Round.                                                                        |
| Win       | 12–1–1 | Hidetada Irie            | TKO (corner stoppage)           | DEEP 24 Impact                              | ۱۱ آوریل ۲۰۰۶   | 2    | 1:29 | Tokyo, Japan                             | Openweight bout. |
| Win       | 11–1–1 | Sanjin Kadunc            | TKO (punches)                   | Future Battle 1                             | ۵ مارس ۲۰۰۶     | 1    | 0:35 | Bergen op Zoom, Netherlands              | Heavyweight debut. |
| Win       | 10–1–1 | Andre Fyeet              | TKO (punches)                   | 2 Hot 2 Handle: Maastricht Fight Night 2005 | ۱۷ دسامبر ۲۰۰۵  | 1    | 0:40 | Landsmeer, Netherlands                   | Catchweight (198 lb) bout.                                                                                               |
| Win       | 9–1–1  | Tsuyoshi Kurihara        | KO (knee and punches)           | DEEP 22 Impact                              | ۲ دسامبر ۲۰۰۵   | 1    | 0:10 | Tokyo, Japan                             | |
| Win       | 8–1–1  | Stefan Klever            | TKO (punches)                   | Bushido Europe: Rotterdam Rumble            | ۹ اکتبر ۲۰۰۵    | 1    | 3:39 | Rotterdam, Netherlands                   | Light Heavyweight debut.                                                                                                 |
| Win       | 7–1–1  | Chico Martinez           | Submission (rear-naked choke)   | Bushido Europe: Holland vs. Russia          | ۲۴ آوریل ۲۰۰۵   | 1    | 4:39 | Landsmeer, Netherlands                   | |
| Win       | 6–1–1  | John Donnelly            | Submission (armbar)             | Rings: Bushido Ireland                      | ۱۲ مارس ۲۰۰۵    | 1    | 1:02 | Dublin, Ireland                          | |
| Loss      | 5–1–1  | Petras Markevicius       | Submission (armbar)             | Fight Festival 13                           | ۲۸ فوریه ۲۰۰۵   | 2    | 1:49 | Helsinki, Finland                        | |
| Win       | 5–0–1  | Erik Oganov              | Submission (rear-naked choke)   | M-1 : International Fight Night 4           | ۵ فوریه ۲۰۰۵    | 1    | 2:16 | Saint Petersburg, Russia                 | |
| Win       | 4–0–1  | Rody Trost               | TKO (punches)                   | IMA: Staredown City 2004                    | ۱۹ دسامبر ۲۰۰۴  | 1    | 3:18 | Landsmeer, Netherlands                   | |
| Win       | 3–0–1  | Niko Puhakka             | Submission (rear-naked choke)   | Fight Festival 11                           | ۱۱ سپتامبر ۲۰۰۴ | 2    | 2:17 | Helsinki, Finland                        | |
| مساویDraw | 2–0–1  | Gilson Ferreira          | Draw                            | Together Productions: Fight Gala 21         | ۱۵ نوامبر ۲۰۰۳  | 2    | 5:00 | Zaandam, Netherlands                     | |
| Win       | 2–0    | Xander Nel               | TKO (punches)                   | IMA: Night of the Knights 4                 | ۱۲ اکتبر ۲۰۰۳   | 1    | 1:05 | Badhoevedorp, Netherlands                | |
| Win       | 1–0    | Daniel Spek              | TKO (punches)                   | 2 Hot 2 Handle: 1st Open Team               | ۲۷ آوریل ۲۰۰۳   | 1    | 3:40 | Amsterdam, Netherlands                   | Middleweight debut. |

## رکورد کیک‌بوکسینگ
{{Kickboxing record start|title= Gegard Mousasi kickboxing record|record=5 wins (3 (T